# Elton John
Pour les articles homonymes, voir John et Dwight.
Sir Elton Hercules John, né Reginald Kenneth Dwight le 25 mars 1947 à Pinner dans le Middlesex (Angleterre, Royaume-Uni),, est un chanteur, pianiste, auteur-compositeur-interprète, claviériste et acteur britannico-américain.
En plus du piano, il joue de l'orgue Hammond, du clavecin, de l'harmonium, du mellotron, du synthétiseur, etc. Il a même publié un album sur lequel il ne fait que chanter : Victim of Love en 1979. Il a confié la tâche des claviers à Thor Baldursson et Roy Davies.
Icône pop mondiale, en plus de ses cinquante ans de carrière, Elton John, avec plus de 300 millions de disques écoulés, est l'un des artistes ayant vendu le plus de disques,. En 1993, il bat aux États-Unis le record d'Elvis Presley en installant un nouveau single au top 40 US pour la 24e année consécutive,. En 1997, sa chanson Candle in the Wind 1997, reprise de sa chanson de 1973, devient le single le plus vendu depuis la création des hit-parades, avec 33 millions d'exemplaires. Parmi ses autres titres les plus connus se trouvent Your Song (1970), Levon (1971), Tiny Dancer (1972), Rocket Man (1972), Don't Go Breaking My Heart (1976), I'm Still Standing (1983) et Sacrifice (1989). C'est Bernie Taupin qui est l'auteur de la majorité de ses textes alors qu'Elton compose les musiques.
En 2008, il est classé comme l'artiste solo masculin ayant eu le plus de succès dans le classement « Hot 100 Top All-Time Artists » du magazine américain Billboard avec cinquante-six singles inscrits au Top 40, vingt-sept au Top 10, quatre no 2, et neuf no 1. Durant sa carrière, il se produit plus de 4 000 fois en concert à travers plus de 80 pays. Anobli en 1998 par la reine Élisabeth II pour services à la musique et œuvres caritatives, il est nommé à l'ordre des compagnons d'honneur en 2019. Occasionnellement, il est aussi acteur et producteur de cinéma. En tant qu'acteur, il joue au cinéma (Tommy (1975), Spice World, le film (1997) et Kingsman : Le Cercle d'or (2017) et à la télévision (Ally McBeal). Il produit également Rocketman (2019), biopic qui lui est consacré.
En 2021, Elton John devient le premier artiste solo à figurer au Top 10 des singles britanniques dans six décennies différentes et en janvier 2023, la tournée Farewell Yellow Brick Road devient la plus lucrative de l'histoire de la musique, Elton John étant par ailleurs l’artiste solo le plus lucratif pour la vente de billets de concert.
En 2024, il devient la 19e personne au monde à être un EGOT, c'est-à-dire recevoir au moins un Emmy Award, un Grammy Award, un Oscar, et un Tony Award.

## Biographie

### Enfance et adolescence
Reginald Kenneth Dwight naît le 25 mars 1947 à Pinner, une petite ville anglaise du Middlesex, au nord-ouest de Londres en Angleterre (Royaume-Uni) et y grandit. 
Il a une enfance normale, stricte mais musicale. Il est le fils aîné de Stanley Dwight (1925-1991), pilote de la Royal Air Force qui combat notamment pendant la Seconde Guerre mondiale et de Sheila Eileen (née Harris, 1925-2017), employée de bureau,.

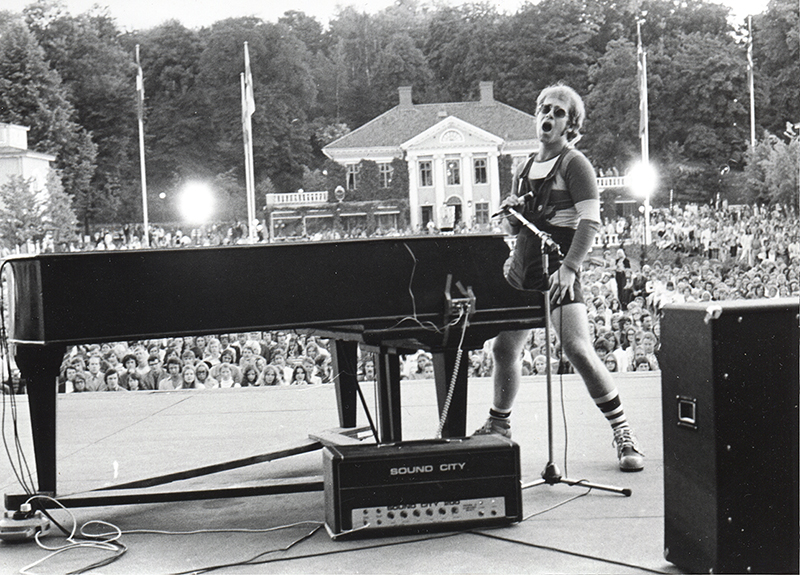
Elton John sur scène en 1971. Dès l'âge de 23 ans, il porte de grosses lunettes pour imiter Buddy Holly ou Hank Marvin, le port de lunettes était toutefois nécessaire du fait de la forte myopie du chanteur.

Son père écoute du jazz comme celui de Frank Sinatra, joue de la trompette et possède une importante collection de disques. Il hérite de son père son goût prononcé pour la musique. Il est cependant toujours plus proche de sa mère et de sa grand-mère que de son père distant et froid, souvent parti en mission. La musique est toujours son plus grand « réconfort » dit-il, n'ayant ni frère ni sœur ; elle le restera tout au long de sa vie. Il se montre doué pour le piano qu'il apprend avec sa grand-mère : à onze ans, il décroche un prix de la Royal Academy of Music.
Ses parents se querellent souvent, ce qui renforce son introversion, complexé par son physique de petit gros et ses habits démodés (il expliquera plus tard ses habits extravagants choisis par réaction). Quand il a quinze ans, ses parents divorcent, sa mère se remariant avec un peintre-décorateur, Fred Farebrother, qui se révélera être un point de repère pour le jeune garçon, s'intéressant à sa carrière musicale lorsque ce dernier fonde le groupe Bluesology (en) en 1962.
À l'époque où il est pianiste de ce groupe, il adopte le nom de scène d'Elton John en combinant les prénoms du saxophoniste Elton Dean et du chanteur Long John Baldry, « deux personnalités qui ont marqué le jeune homme, l'un pour sa beauté, l'autre pour sa sexualité assumée ». Plus tard, il adopte officiellement ce patronyme, devenant plus précisément Elton Hercules John à l'état civil à partir du 9 février 1972.

### Débuts en musique et premier succès

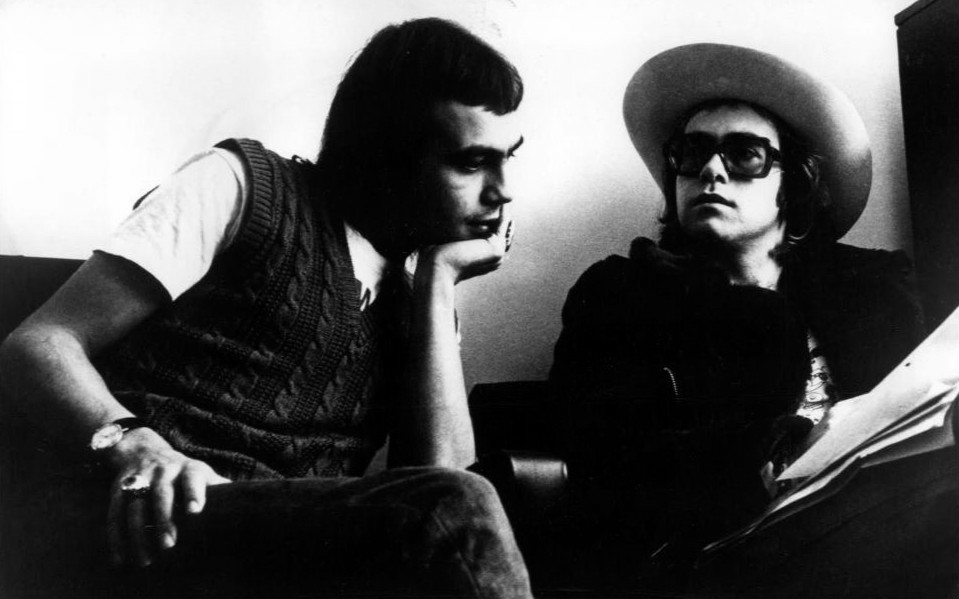
Elton John (à droite) et Bernie Taupin en 1971.

En juin 1968, Elton John répond à une petite annonce du journal musical londonien New Musical Express, dans laquelle le label Liberty Records A&R et le producteur Ray Williams cherchent des artistes. Lorsqu'Elton John se présente au label, il explique à la personne l'accueillant, qu'il sait chanter et composer, mais qu'il ne sait pas écrire de paroles. Il est éconduit mais la personne lui tend alors l'enveloppe scellée d'une candidature de parolier, prise au hasard. Dépité Elton John ouvre tout de même l'enveloppe dans le métro, sur le chemin du retour et découvre les textes de Bernie Taupin, jeune auteur lui aussi inconnu. De cette rencontre va naître une grande amitié et une collaboration fructueuse sur plus de 30 albums, qui se poursuit toujours. Taupin écrira en effet la majorité des paroles des chansons d'Elton John.
Cependant le succès va mettre du temps à se dessiner, puisqu'ils vont mettre trois ans, avant de connaitre leur premier succès avec la chanson Your song. Auparavant, l'éditeur Dick James (en) les recrute en 1968 au sein du label DJM Records (en). Dans le contrat, l'artiste doit réaliser deux albums par an.
En 1969, paraît son premier album Empty Sky, mais c'est l'année suivante qu'il rencontre le succès avec la chanson Your Song qui parait en 1970 sur l'album Elton John. Sa carrière se lance alors véritablement, tandis que paraît son troisième album Tumbleweed Connection la même année, où il explore le thème du western.

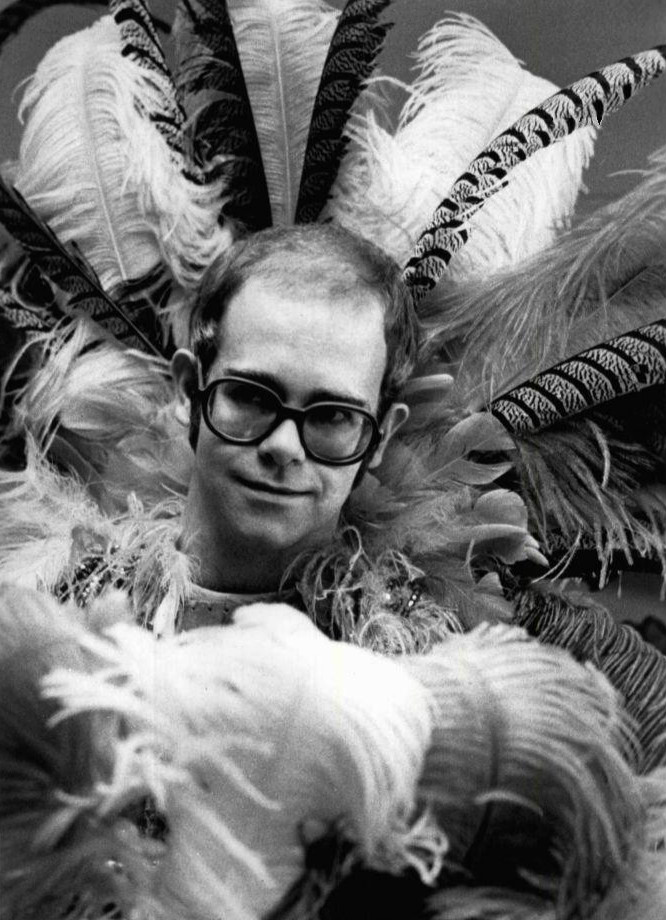
Elton John aux Rock Music Awards en 1975.

### Période dorée (1971-1976)
Dans les années 1970, Elton John et son groupe réalisent 17 albums en 9 ans, dont 7 consécutivement hissés au sommet des charts US : Honky Château, Don't Shoot Me I'm Only the Piano Player, Goodbye Yellow Brick Road, Caribou, Greatest Hits, Captain Fantastic and the Brown Dirt Cowboy, Rock of the Westies. Entre 1972 et 1975, Elton John vit principalement aux États-Unis. Son énergie, ses excentricités vestimentaires, son style de vie de milliardaire le poussent au pinacle. Au-delà du talent, souvent critiqué par ses détracteurs, Elton John produit un rock joyeux, coloré, qui tranche avec le contexte historique (crise économique, Viêt Nam, Watergate...).
En 1972, Elton John s’installe sur la rampe du succès et confirme sa nouvelle popularité avec les deux albums Tumbleweed Connection et Madman Across the Water. Il impose un nouveau style musical en s'appuyant sur une formation solide de musiciens non destinée aux enregistrements studio (Davey Johnstone, Dee Murray, Nigel Olsson). Capable d'écrire et d'enregistrer ses albums à un rythme effréné, ses tournées l'emmènent aux États-Unis, en Australie, en Nouvelle-Zélande et au Japon. En 1973, il fonde sa propre maison de disques, Rocket, qui signe Kiki Dee et Neil Sedaka. La même année, sortent les remarquables Don't Shoot Me I'm Only the Piano Player (dont sont extraits Daniel et Crocodile Rock), et Goodbye Yellow Brick Road. Ce double album enchaîne les titres à succès : Candle in the Wind (dédiée à Marilyn Monroe), Bennie And the Jets, Saturday Night's Alright (For Fighting), ou encore le titre éponyme. L'album est considéré encore aujourd'hui comme la plus grande réussite artistique d'Elton John.
Enivré par le succès à cette époque, Elton John confie dans Cure d’amour, son autobiographie parue en 2012 : « Vous ne pouvez pas imaginer quel genre d’égoïste j’étais devenu. C’était en partie dû aux drogues, en partie au mode de vie qui était le mien, et aussi à mon entourage qui me passait tous mes caprices. J’étais dévoré par l’alcool, la cocaïne et je ne sais quoi d’autre ».
En 1975, Captain Fantastic and the Brown Dirt Cowboy voit le jour, souvent considéré avec Blue Moves et Goodbye Yellow Brick Road comme l'un des trois sommets de sa prolifique carrière. Ces albums offrent un rock mélodique et souvent survolté, très éloigné de ce qu'Elton John produira par la suite (en référence aux nombreuses ballades comme Sacrifice ou Can You Feel The Love Tonight, issue de la B.O. du Roi Lion). En 1975 toujours, Elton John interprète Pinball Wizard dans le film Tommy de Ken Russell, selon l'œuvre du guitariste Peter Townshend des Who. En 1975-1976, Elton John change de groupe (son répertoire se faisant plus éclectique), et prend un nouveau tournant musical dans sa carrière. En 1976, Elton John et son groupe publient un nouveau chef-d'œuvre, le double album Blue Moves, qui contient le tube Sorry Seems to Be the Hardest Word. Mais c'est la fin de la période dorée qui voit une chute brutale de popularité à la suite de la révélation publique de sa bisexualité.

### Période délicate (1977-1989)
Après l'album Blue Moves en 1976, l'artiste connait une traversée du désert artistique. En 1978, l'artiste publie l'album A Single Man, premier album sans le parolier Bernie Taupin. Jugé décevant, le succès est moindre pour l'album qui est connu pour sa chanson quasi instrumentale Song for Guy, dédiée à un coursier décédé à 17 ans. L'année suivante, il sort le disque Victim of Love, un album aux sonorités disco sur lequel il ne signe aucune composition et ne fait que chanter. Le disque qui ne connaît pas le succès est le pire de sa carrière.
En 1979, il est le premier artiste occidental à faire une tournée en URSS. À la même époque, Elton qui vit une partie de l'année en France, découvre la musique du couple France Gall et Michel Berger. Il les contacte pour une collaboration. De cette rencontre naissent Donner pour donner et Les Aveux, deux titres réunis en 1980 sur un 45 tours qui atteint le sommet du hit-parade français, tandis qu'une solide amitié en découle,.

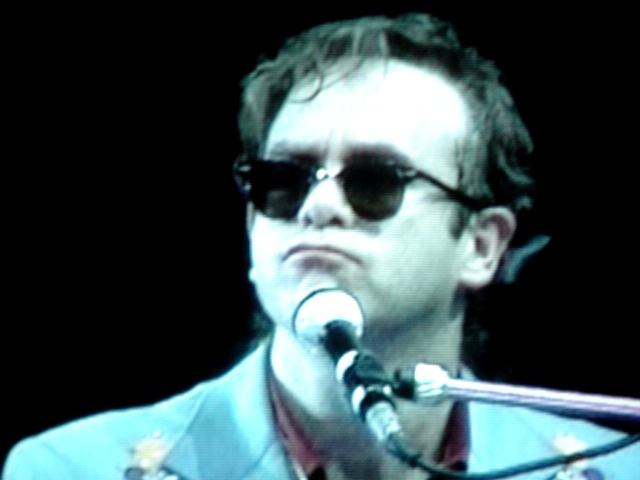
Elton John dans les années 1980.

Le début de la décennie 1980 marque un tournant dans la carrière d'Elton John. Il recommence à travailler avec son parolier Bernie Taupin à partir des albums 21 at 33 (1980) et The Fox (1981) qui sont mieux accueillis que ses deux précédents albums (mais moins que ceux de sa période dorée).
En 1982, Elton John sort l'album Jump Up qui comprend, outre Blue Eyes, la chanson Empty Garden composée en hommage à John Lennon. En 1983, il sort le disque Too Low for Zero. Elton John y compose et interprète, sur un texte de son fidèle parolier Bernie Taupin, I'm Still Standing, un titre reconnu comme un pied de nez à ses détracteurs. C'est aussi sur cet album que se trouve la ballade I Guess That's Why They Call It The Blues. Durant l’année 1984, il propose l'album Breaking Hearts, marqué par le titre phare Sad Songs (Say So Much). Une controverse naîtra autour de cette chanson après qu'Elton John en ait vendu les droits pour qu'elle soit utilisée dans une publicité.
L'année 1985 est marquée par sa participation au concert caritatif Live Aid. Suit une période d'albums inégaux : Ice on Fire en 1985 et Leather Jackets en 1986, ce dernier étant considéré par l'artiste comme l'un des moins bons de sa carrière. En 1987 il grave sur disque l'un de ses plus fameux concerts : Live in Australia, avec un orchestre symphonique (dirigé par James Newton Howard), et dont est tiré une nouvelle version de Candle in the Wind en single, qui entre dans le top 5 américain. Elton John décide de réinterpréter de vieux titres, principalement issus de son deuxième album. Le chanteur souffre à ce moment d'un kyste sur les cordes vocales et doit se faire opérer peu après le concert. En 1988, Elton John revisite l’univers pop-dance avec son morceau I don't wanna go on with you like that.
Malgré des dizaines de singles à succès, la décennie 80 reste jalonnée de hauts et de bas, associés à l'abus d'alcool et de drogues. Il révèle par la suite à la presse britannique que « son ancienne addiction à la drogue » avait « gâché une partie de sa vie ».

### Renouveau (années 1990)
En 1990, le single Sacrifice, issu de l'album Sleeping with the Past, rejoint les tubes mondiaux de l’artiste. L'album caracole en tête des ventes avec 10 millions d'exemplaires écoulés auprès du public. En 1991, la version live de Don't let the sun go down on me avec George Michael, devient no 1 aux États-Unis, en Angleterre et au Japon dès sa sortie. En 1992, l'album The One consacre le retour d'Elton John sur le devant de la scène mondiale après sa cure de désintoxication. Le single éponyme devient lui aussi un tube mondial et assure une très bonne carrière à cet album.
En 1994, Elton John effectue une brève tournée nord-américaine durant laquelle il partage la scène avec Billy Joel. Au cours des années qui suivent, les deux hommes se retrouvent occasionnellement pour d'autres séries de concerts. Également en 1994 sort la BO du dessin animé de Walt Disney Le Roi lion, qui s'écoule à 18 millions d'exemplaires dans le monde et devient disque de diamant cette même année aux États-Unis. Trois des chansons du Roi Lion : Circle of Life, Hakuna Matata et Can You Feel the Love Tonight composées par Elton sont en nomination pour l'Oscar de la meilleure chanson et c'est la dernière qui remporte le trophée.
En 1995 sort un album encensé par la critique : Made in England, dont les singles Believe, Made in England et Blessed sont extraits. En 1997, Elton publie l'album The Big Picture, dont sont extraits les singles Live Like Horses (enregistré précédemment avec Luciano Pavarotti), If The River Can Bend et Recover Your Soul.
La même année, Candle in the Wind est réécrite par Bernie Taupin en hommage à la princesse Diana. Elton John l'interprète aux obsèques de celle-ci. La nouvelle version est publiée dans un single qui se vend à 33 millions d'exemplaires. Les droits d'auteur et de compositeur sont reversés à la fondation de Lady Diana. Il reste à ce jour le single le plus vendu au monde. En 1998, il compose les chansons pour la comédie musicale Aïda, produite par Walt Disney. En 1999, il compose la musique du film La Muse, où apparaissent Sharon Stone, Andie MacDowell et Jeff Bridges.

### Nouveaux spectacles (années 2000)
En 2000, Elton John compose avec Hans Zimmer la musique du film The Road to El Dorado. Lors des Grammy Awards, Elton John chante en duo avec le rappeur américain Eminem la chanson Stan (cette version apparait à la fin du best of d'Eminem en 2005). En 2001, il est invité par David Edward Kelley, producteur de la série télévisée Ally McBeal, dans laquelle il fait une apparition remarquée. L'année 2001 signe aussi le retour à un style plus proche de ses premiers albums, avec des opus comme Songs From The West Coast, Peachtree Road (2004) ou encore The Captain & the Kid (2006) se rapprochant également de ce parti pris artistique. Le titre The Captain & the Kid fait d'ailleurs écho au célèbre Captain Fantastic and the Brown Dirt Cowboy, et les paroles de Bernie Taupin traitent de différents moments dans la carrière des deux artistes. En 2003, il est le parrain de la saison 3 de Star Academy.
En 2004, il se produit au Caesars Palace Colosseum dans le cadre de son spectacle The Red Piano. Cette résidence dure pas moins de six années, en plus des concerts donnés à travers le monde. The Red Piano est joué des centaines de fois à Las Vegas et attire plusieurs millions de personnes avant de prendre fin en 2009.
En 2005, il écrit la musique de la comédie musicale Billy Elliot, inspirée du film sorti cinq ans plus tôt. Le projet, porté par les critiques et les récompenses, est un grand succès et continue d'attirer les spectateurs à Broadway, Londres et en Australie. En 2006, il chante en duo avec la chanteuse américaine Christina Aguilera, la chanson Bennie And The Jets aux Fashion Rocks.

### Une décennie de collaborations (années 2010)

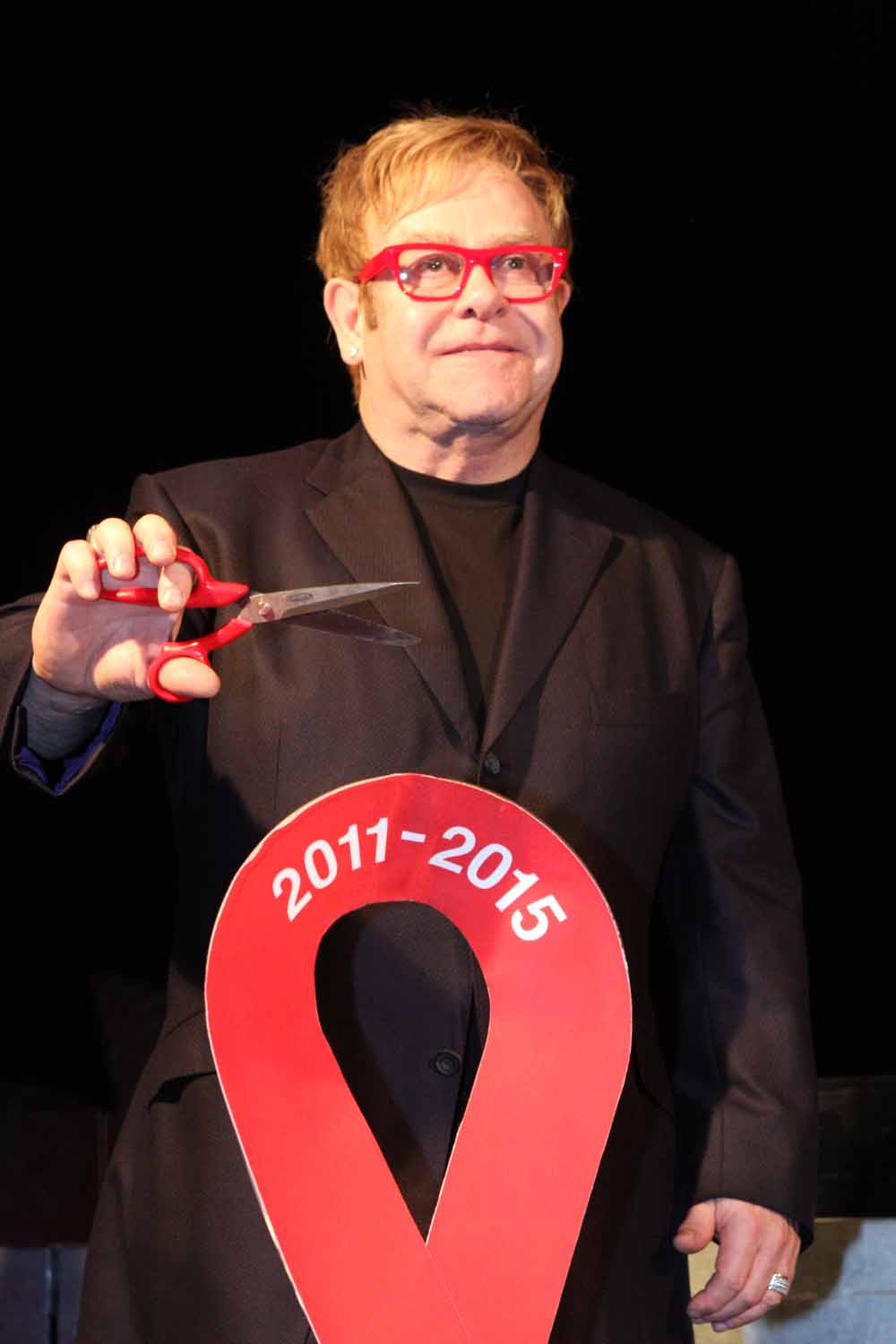
Elton John au World AIDS Day de Sydney en Australie en 2011.

Le 19 octobre 2010 sort l'album The Union, en duo avec Leon Russell, une de ses idoles. Encensé par la critique, l'opus est no 3 des charts américains la semaine de sa sortie et se maintient trois semaines dans le top 10. En 2011, le film Gnoméo et Juliette a pour musique une série de célèbres titres d'Elton John. Celui-ci compose à l'occasion deux nouveaux titres, dont une chanson un duo avec Lady Gaga, Hello Hello, qui est nommée pour le Golden Globe de la meilleure chanson. Cependant, il perd face à Madonna. La même année, il chante en duo avec Kate Bush (dont il est « l'idole de jeunesse » selon l'article du Télérama du 26 novembre) le titre Snowed in at Wheeler Street sur l'album de celle-ci, 50 Words for Snow.
En 2011, il lance sa seconde résidence au Caesars Palace Colosseum avec son spectacle The Million Dollar Piano. Un concept révolutionnaire puisqu'il présente aux spectateurs un piano entièrement équipé d'écrans LED interférant avec le reste de la scène. Nouveau succès, le show est joué plus de 250 fois avant de tirer sa révérence le 19 mai 2018.
En 2012, Elton John confie tous les titres de son catalogue des années 1970 à un groupe électro australien, Pnau. Le concept de l'album Good Morning to the Night est unique. Les huit pistes de l'album sont élaborées uniquement à l'aide de samples de nombreuses chansons du catalogue d'Elton John. Le 21 juillet 2012, Elton John retrouve la première place des charts en Angleterre après 22 ans.
En 2013, il collabore avec les Fall Out Boy pour un duo, sur leur chanson Save Rock and Roll dans l'album du même nom. Il participe à l'enregistrement de la chanson Fairweather Friends sur l'album ...Like Clockwork des Queens of the Stone Age sorti en juin 2013. En juillet 2013, une appendicite aiguë le contraint à annuler sa tournée estivale. Il devait notamment jouer au festival des Vieilles Charrues, où il est remplacé par Patrick Bruel qui lui rend hommage en chantant Your Song. Les programmateurs des Vieilles Charrues annoncent à la fin du festival qu'Elton John souhaite être présent l'année suivante pour honorer sa promesse.
En septembre 2013 sort son trentième album solo, The Diving Board, qui se place no 3 des charts britanniques pendant 6 semaines à sa sortie. L'album reçoit globalement un excellent accueil, aussi bien en Angleterre qu'en France,. En novembre 2013, il participe au troisième album solo de Gary Barlow, membre du groupe Take That, avec un duo intitulé Face to Face.
Le 15 juillet 2014, il annonce sur scène à Carcassonne la fin de sa carrière à l'issue de cette ultime tournée. Le lendemain, son attaché de presse Gary Furrow dément et affirme que c'était « une blague ».
En 2016, Elton John est invité par les Red Hot Chili Peppers à collaborer au piano sur leur chanson Sick Love, cette dernière leur ayant rappelé son style. Effectivement, la mélodie de la partie vocale de Sick Love est proche de celle de Bennie and the Jets.
Le 15 octobre 2017, il annonce la fin de sa résidence au Caesars Palace Colosseum pour mai 2018. Il a attiré, depuis le début de cette seconde résidence en 2011, plusieurs millions de personnes en plus de 250 spectacles. Depuis 2004 et sa première résidence à Las Vegas, le chanteur s'est produit plus de 500 fois au Caesars Palace Colosseum[réf. nécessaire].

### Tournée d'adieu (2018-2023)
En janvier 2018, il annonce se retirer de la scène après une tournée d'adieu nommée Farewell Yellow Brick Road, qui commence en septembre de la même année. Forte de près de plusieurs centaines de dates, cette tournée mondiale sur les cinq continents qui devait se dérouler sur trois années et prendre fin en 2021, est interrompue par la pandémie de Covid-19 et plusieurs dates sont reportées[réf. nécessaire].
En 2021, avec le titre Cold Heart partagé en duo avec Dua Lipa, Elton John devient le premier artiste solo à figurer au Top 10 des singles britanniques dans six décennies différentes.
Le 16 septembre 2021, il annonce reporter les dates de son ultime concert parisien prévues le mois suivant, pour juin 2023 à la suite d'une chute quelques semaines plus tôt qui l'a blessé à la hanche. Il assure toutefois son concert caritatif parisien Global Citizen prévu le 25 septembre.
Ses concerts entre 1986 et 2023 ont rapporté plus de 1,9 milliard de dollars, faisant d'Elton John l’artiste solo le plus lucratif pour la vente de billets, devant Bruce Springsteen et Madonna. En janvier 2023, d'après le Billboard, Farewell Yellow Brick Road, entamée en 2018 et interrompue par la pandémie Covid-19, devient la tournée plus lucrative de l'histoire de la musique avec à elle seule près de 820 millions de dollars de bénéfices. Après 330 concerts, devant 6,25 millions de fans, la tournée s'achève à Stockholm.
Le 15 janvier 2024, Elton John reçoit lors de la 75e cérémonie des Primetime Emmy Awards l'Emmy de la meilleure émission spéciale de variété pour un enregistrement du concert de sa tournée d'adieu au Dodger Stadium de Los Angeles : Elton John: Farewell from Dodger Stadium. Cette récompense fait de lui la 19e personne à devenir un EGOT.
Le 9 mai 2025, il donne un concert caritatif à guichet fermé au Petco Park de San Diego, au profit de l'association Curebound. Le show s'intitule "concert for cures" et les billets se vendent 300 dollars, pour les places bons marchés, et grimpent jusqu'à 75 000 dollars pour une place au plus près de la scène. L'événement permet de lever 11,5 millions de dollars pour la lutte contre la maladie. Il s'agit du concert caritatif le plus rentable de l'histoire de San Diego.

## Vie privée
Elton John, précurseur à son époque et porté par une carrière qui explose, se déclare bisexuel le 7 octobre 1976 dans une interview donnée au journaliste Cliff Jahr pour le magazine Rolling Stone. Les coming out étant très rares à cette époque, les réactions homophobes ont abondé, nombre de fans refusant peu après de continuer à acheter ses albums. La situation s'améliore dans les années 1980.
Elton John, qui n'assume pas encore son homosexualité, épouse le jour de la Saint-Valentin, le 14 février 1984, Renate Blauel (une ingénieure du son allemande qu'il apprécie et qui a travaillé avec lui, notamment sur les albums Too Low for Zero et Breaking Hearts). Le couple divorce en 1988. Elton John déclare plus tard assumer totalement et « confortablement » son homosexualité. Après une période trouble où il se perd dans les drogues, touché par le courage du jeune Ryan White infecté par le virus du sida, il décide de se reprendre en main et suit, en juillet 1990, une cure de désintoxication pour sortir des drogues à l'Advocate Lutheran General Hospital (en). Il chante aux funérailles de Ryan White[réf. nécessaire].
Elton John retrouve ensuite le chemin du succès. Il s'assagit, vainc ses problèmes de boulimie, trouve équilibre et accomplissement dans sa vie privée avec le Canadien David Furnish, réalisateur de documentaires rencontré en 1993 et auquel il s'unit à Windsor le 21 décembre 2005 (jour où la loi britannique sur le Civil Partnership entre en vigueur et où 700 couples se marient en Angleterre). Après 16 ans de vie commune, le couple émet le souhait d’avoir un enfant. Zachary Jackson Levon Furnish-John naît le 25 décembre 2010. Deux ans après, le 24 juillet 2012, le couple annonce que la mère porteuse de leur premier enfant est de nouveau enceinte. Le couple a en effet confié quelques mois plus tôt en exclusivité au Daybreak son « refus de voir leur fils grandir seul ». Ils sont les parents d'un deuxième petit garçon, Elijah Daniel Joseph Furnish-John, né le 11 janvier 2013. Stefani Germanotta (Lady Gaga) est la marraine de ses deux fils. L'union civile entre David Furnish et Elton John est convertie en mariage le 21 décembre 2014. Afin de partager ce moment avec son public, il publie des photos de la cérémonie.
Le 24 janvier 2022, Elton John annonce être atteint du Covid-19 et se voit ainsi contraint d'annuler deux de ses concerts à Dallas aux États-Unis.
Le 1er décembre 2024, lors de la première de la comédie musicale Le Diable s'habille en Prada au Dominion Theatre à Londres, Elton John a révélé avoir perdu la vue,, expliquant qu'il ne pouvait pas voir le spectacle mais pouvait l'entendre. Cette perte de vision est due à une infection oculaire sévère contractée en été, qui l'a laissé avec une vision limitée dans un œil et des difficultés à voir de l'autre. Malgré ses problèmes de santé, Elton John reste positif et reconnaissant envers sa famille et son mari David Furnish pour leur soutien constant.

## Collection de photographies
Passionné de photographie, Elton John a constitué avec son mari David Furnish une importante collection de photographies rassemblant plus de 7 000 photographies couvrant la période de 1950 à nos jours qui relatent l'histoire de la photographie moderne et contemporaine, explorant des thèmes tels que la mode, le reportage, le portrait de célébrités, le corps masculin et la photographie américaine, avec des œuvres de nombreux artistes contemporains, parmi lesquels notamment Diane Arbus, Richard Avedon, Lewis Baltz, William Eggleston, Bruce Davidson, Nan Goldin, Peter Hujar, David LaChapelle, Herman Leonard, Sally Mann, Robert Mapplethorpe, Zanele Muholi, Herb Ritts, Cindy Sherman, Alec Soth ou encore Ai Weiwei. En 2024, le Victoria and Albert Museum de South Kensington à Londres a exposé, sous le titre Beauté fragile : photographies de la collection Sir Elton John et David Furnish une sélection de 300 photographies de 140 photographes issues de leur collection,,.

## Engagements

Logo de l'EJAF.

En 1992, Elton John lance une fondation pour combattre le SIDA, soutenir la recherche et lutter contre la discrimination, The Elton John AIDS Foundation (EJAF). Il anime la 9e conférence mondiale sur le SIDA le 24 juillet 2012 à Washington, assistée par la Fondation Bill Gates, durant laquelle la secrétaire d’État américaine Hillary Clinton, le vice-président Joe Biden, le président Barack Obama et l’ancien secrétaire d'État Colin Powell furent félicités par l'artiste pour leur soutien apporté au mariage des couples de même sexe.
Il est passionné de football, son club de cœur de toujours est le Watford Football Club, club dont il fut le propriétaire pendant 25 ans et dont il est « président à vie ». Elton John a également investi dans le club américain des Aztecs de Los Angeles où évolua George Best.
Elton John a participé au concert caritatif le Global Citizen Live le 25 septembre 2021 à Paris.
Tout au long de sa vie, le chanteur n'aura de cesse de se montrer généreux envers de très nombreuses causes. Rien qu'aux États-Unis, il soutient financièrement une centaines d'œuvres caritatives différentes. Ses dons personnels atteignent des sommets. Au Royaume-Uni, il a fait don de plus de 300 millions de livres sterling entre 2008 et 2018. Il est aussi le chanteur le plus généreux du monde, toutes époques confondues, avec plus d'un milliard de dollars reversés aux œuvres de charité depuis le début de sa carrière.

## Style musical
De formation classique au piano (Chopin, Bach), Elton John a très vite été influencé par le gospel (il a chanté plusieurs années dans un chœur à l'académie royale de musique), le piano boogie-woogie (notamment l'école de la Nouvelle Orléans) et le jazz puis par le rock (Little Richard, les Rolling Stones), la pop (The Beatles, The Beach Boys - il affirme généralement que l'album Carl and the Passions - "So Tough" par The Beach Boys est l'une de ses principales influences ainsi que le pianiste guitariste chanteur américain Leon Russell) et la musique country. Sa culture musicale est impressionnante, il a animé à plusieurs reprises des émissions à la radio anglaise pour faire découvrir des trésors cachés de la musique, dans tous les styles. Il achète compulsivement aujourd'hui encore des dizaines de disques chaque semaine (plus de 200 CD lors d'une escapade au Virgin des Champs-Élysées en 2005). Ces différentes sources d'inspiration expliquent la diversité de sa production : la musique classique se retrouve dans des titres tels que Tonight ou Carla/Etude, ou le gospel par exemple dans Burn Down The Mission ou Honky Cat, le rock dans Saturday Night's Alright (For Fighting), la country dans My Father's Gun ou plus récemment Turn The Lights out when You Leave.
En concert, ses capacités d'improvisation au piano (notamment lors de ses concerts solo ou accompagné de Ray Cooper aux percussions) enchantent le public depuis 40 ans. Sa voix qui a perdu des aigus depuis des polypes sur ses cordes vocales en 1986, a en revanche gagné en puissance. Il se produit dans des formations diversifiées, parfois au sein d'une même tournée : seul au piano avec Ray Cooper aux percussions, avec son groupe de musiciens, avec un orchestre symphonique (Melbourne Symphony Orchestra en 1986, Orchestre de la Royal Academy Of Music et de la Julliard School en 2002 et 2004) ou encore avec d'autres pointures du rock, comme ses tournées avec Eric Clapton et Billy Joel.
Elton John et les groupes de musiciens dont il s'est entouré durant sa carrière (Ray Cooper aux percussions et Nigel Olsson à la batterie, James Newton Howard et Guy Babylon aux claviers, Caleb Quaye et Davey Johnstone à la guitare, Dee Murray et Bob Birch à la basse, Paul Buckmaster aux arrangements, etc.) ont créé style de musique diversifié, moderne et orchestral, et en même temps propre à Elton .
Le concours de célèbres producteurs comme Gus Dudgeon, maître d'œuvre des albums les plus célèbres de l'artiste britannique a également participé activement à ses succès. La discographie d'Elton John est marquée par plusieurs périodes d'« âges d'or » depuis l'album Elton John (1970) en passant par Blue Moves (1976), Too Low for Zero (1983), la B.O. du Roi Lion (1994), Made in England (1995), Songs from the West Coast (2001), The Captain & the Kid (2006).
Considéré comme l'un des rois incontestés de la pop, il a su mettre en valeur sa diversité à plusieurs reprises, comme ce duo en 2004 avec le rappeur Tupac « Ghetto Gospel » mais aussi avec le groupe de heavy metal anglais Saxon sur leur album Rock the Nations en 1986 sur lequel il joue le piano sur deux morceaux, ainsi que son apparition avec Ozzy Osbourne et Slash sur la chanson Ordinary Man où il assiste au piano et aux chœurs sur l'album éponyme. Ainsi que son duo avec George Michael sur Don't Let the Sun Go Down on Me. Ou encore avec le rappeur Eminem pour la chanson Stan. Il a fait une double apparition sur l'album de Charles Aznavour, Duos en 2008, sur lequel ils chantent ensemble Hier Encore et sa version anglaise Yesterday When I Was Young. Il a aussi enregistré un album avec le chanteur-guitariste-pianiste américain Leon Russell, intitulé The Union produit en 2010.

## Discographie

### En solo
Albums studio
- 1969 : Empty Sky
- 1970 : Elton John
- 1970 : Tumbleweed Connection
- 1971 : Madman Across the Water
- 1972 : Honky Château
- 1973 : Don't Shoot Me I'm Only the Piano Player
- 1973 : Goodbye Yellow Brick Road
- 1974 : Caribou
- 1975 : Captain Fantastic and the Brown Dirt Cowboy
- 1975 : Rock of the Westies
- 1976 : Blue Moves
- 1978 : A Single Man
- 1979 : Victim of Love
- 1980 : 21 at 33
- 1981 : The Fox
- 1982 : Jump Up!
- 1983 : Too Low for Zero
- 1984 : Breaking Hearts
- 1985 : Ice on Fire
- 1986 : Leather Jackets
- 1988 : Reg Strikes Back
- 1989 : Sleeping with the Past
- 1992 : The One
- 1993 : Duets
- 1995 : Made in England
- 1997 : The Big Picture
- 2001 : Songs from the West Coast
- 2004 : Peachtree Road
- 2006 : The Captain and the Kid
- 2013 : The Diving Board
- 2016 : Wonderful Crazy Night
- 2021 : The Lockdown Sessions
- 2021 : Regimental Sgt. Zippo (7 000 copies distribuées seulement, enregistré entre novembre 1967 et mai 1968).
- 2025 : Who Believes in Angels? (Elton John & Brandi Carlile)

### Bluesology
Avec Long John Baldry au chant, Caleb Quaye et Neil Hubbard à la guitare, Fred Gandy à la basse, Reginald Dwight au piano, Elton Dean au saxophone, Marc Charig au cornet et Pete Gavin à la batterie.

#### Singles
- 1965 : Come Back, Baby/Times Getting Tougher Than Tough
- 1966 : Mr. Frantic/Every Day I Have the Blues
- 1967 : Since I Found You Baby/Just a little bit

### Argosy
Avec Roger Hodgson au chant, Caleb Quaye à la guitare, Elton John au piano et Nigel Olsson à la batterie.
- 1969 : Mr Boyd/Imagine - Single.

### Simon Dupree and the Big Sound
Avec les frères Shulman, soit Derek (chant), Phil (chant, saxophone, trompette) et Ray (guitare, violon, trompette, chant), Peter O'Flaherty (basse), Eric Hine (claviers) et Tony Ransley (batterie).
- 1969 : I'm Going Home - Single

## Distinctions

### Récompenses
- 1er artiste à recevoir un Brit Icon Award, 18 Brit Awards
- 6 Grammy Awards
- 1 Tony Awards
- 1 Emmy Awards
- 1 NRJ Music Awards
- 11 MTV Video Music Awards
- 8 Ivor Novello Awards
- 2 Oscars : Oscar de la meilleure chanson originale en 1995 pour Le Roi lion avec la chanson Can You Feel the Love Tonight et en 2020 pour (I'm Gonna) Love Me Again (en) dans Rocketman
- 1 Harvard Humanitarian Award en 2017
- 2 Golden Globe de la meilleure chanson originale  en 1995 pour Le Roi lion avec la chanson Can You Feel the Love Tonight et (I'm Gonna) Love Me Again dans Rocketman en 2020
- Prix Polar Music en 1995

### Décorations
- Elton John est commandeur de l'ordre de l'Empire britannique et chevalier[62].
- Prix de la contribution à la culture américaine en 2004 remis par le président George Bush.
- Officier de l'ordre des Arts et des Lettres en France en 1993[63].
- Président d'honneur à vie du Watford Football Club en Angleterre.
- Docteur honoris causa de l'Académie royale de musique de Londres.
- En 2017, il reçoit le prix Peter J. Gomes de l'université Harvard pour son engagement humanitaire au travers de son association caritative active dans la lutte contre le VIH[64].
- Il est fait chevalier de la légion d'honneur le 21 juin 2019 par le président Emmanuel Macron, à l'occasion de la fête de la musique[65],[66].
- le 28 décembre 2019, pour le nouvel An, il est fait compagnon d'honneur pour service à la musique et à la charité[67]. Ce titre lui permet d'utiliser CH comme post nominal après son nom.
- Le 23 septembre 2022, il reçoit la National Humanities Medal remise par le président Joe Biden à la Maison-Blanche, lors d'un évènement en honneur de sa carrière et sa lutte contre le VIH[68],[69].

## Filmographie
Sauf indication contraire, les informations mentionnées dans cette section peuvent être confirmées par la base de données cinématographiques IMDb,  présente dans la section « Liens externes ».

### Compositeur
Elton John n'est pas l'interprète de toutes les chansons qu'il a écrites pour le cinéma.
- 1971 : Deux Enfants qui s'aiment (Friends) de Lewis Gilbert
- 1990 : Rocky 5 (Rocky V) de John G. Avildsen - chanson The Measure of a Man
- 1994 : Le Roi lion (The Lion King) de Roger Allers et Rob Minkoff - chansons (dont Circle of Life, Hakuna Matata et Can You Feel the Love Tonight
- 1999 : La Muse (The Muse) d'Albert Brooks
- 2011 : Gnoméo et Juliette (Gnomeo & Juliet) de Kelly Asbury
- 2019 : Le Roi lion (The Lion King) de Jon Favreau - chansons (reprises)

### Acteur
- 1975 : Tommy de Ken Russell : Pinball Wizard
- 1997 : Une nounou d'enfer (The Nanny) - saison 5, épisode 2 : lui-même
- 1997 : Spice World, le film (Spice World The Movie) de Bob Spiers : lui-même
- 1998 : South Park - saison 2, épisode 14 : lui-même (voix)
- 1999 : Les Simpson (The Simpsons) - saison 10, épisode 14 : lui-même (voix)
- 2000 : La Route d'Eldorado (The Road to Eldorado) d'Éric Bergeron : le narrateur (voix)
- 2001 : Bob le bricoleur : Un Noël inoubliable (Bob the Builder: A Christmas to Remember) : John (voix)
- 2001 : Ally McBeal - saison 5, épisode 5 : lui-même
- 2002 : Will et Grace (Will & Grace) - saison 5, épisode 10 : lui-même
- 2016 : Nashville : saison 4, épisode 21 : lui-même
- 2017 : Kingsman : Le Cercle d'or (Kingsman: The Golden Circle) de Matthew Vaughn : lui-même
- 2025 : Spinal Tap 2: The End Continues (caméo) : lui-même[70]

### Producteur / producteur délégué
- 1999 : Women Talking Dirty de Coky Giedroyc
- 2006 : Toi, c'est moi (It's a Boy Girl Thing) de Nick Hurran
- 2011 : Gnoméo et Juliette (Gnomeo & Juliet) de Kelly Asbury
- 2018 : Sherlock Gnomes de John Stevenson
- 2019 : Rocketman de Dexter Fletcher

## Influence et hommages

### Film biographique
- 2019 : Rocketman de Dexter Fletcher

### Reprises et samples
Parmi les nombreux artistes qui ont repris les titres du répertoire d'Elton John, on peut citer :
- Tori Amos (Tiny Dancer)
- The Beach Boys (Crocodile Rock)
- Beastie Boys (Bennie and the Jets)
- Bon Jovi (Levon)
- Jeff Buckley (We All Fall in Love Sometimes, Curtains)
- Kate Bush (Rocket Man, Candle in the Wind)
- Ray Charles (Sorry Seems to Be the Hardest Word)
- Eric Clapton (Border Song)
- Joe Cocker (Sorry Seems to Be the Hardest Word)
- Phil Collins (Burn Down the Mission)
- Dream Theater (Funeral for a Friend)
- Ben Folds (Tiny Dancer)
- Aretha Franklin (Border Song)
- Ellie Goulding (Your Song)
- Dave Grohl (Tiny Dancer)
- John Frusciante (Your Song, Tiny Dancer)
- Bruce Hornsby (Madman Across the Water)
- Al Jarreau (Your Song)
- Norah Jones (Tiny Dancer)
- Keane (Goodbye Yellow Brick Road)
- Kid Rock (Saturday Night's Alright)
- Diana Krall (Border Song)
- Lady Gaga (Your Song)
- George Michael (Tonight, Idol, Don't Let the Sun Go Down on Me)
- Jason Mraz (Rocket Man)
- Nickelback (Saturday Night's Alright For Fighting)
- Sinéad O'Connor (Sacrifice)
- Billy Paul (Your Song)
- Queen (Saturday Night's Alright)
- Judith Durham (Skyline Pigeon, Mona Lisas And Mad Hatters)
- Frank Sinatra (Sorry Seems to Be the Hardest Word)
- Rod Stewart (Country comfort, Your Song)
- Sting (Come Down in Time)
- Toto (Burn Down the Mission)
- Tina Turner (The Bitch is Back)
- Rufus Wainwright (Goodbye Yellow Brick Road)
- W.A.S.P. (Crocodile Rock)
- Brian Wilson (Someone Saved my Life Tonight)
- Wilson Phillips (Daniel)
- The Who (Saturday Night's Alright)

Considéré comme une source d’inspiration et comme une référence dans le milieu musical, d'autres artistes ont samplé les morceaux d’Elton John : Mary J. Blige (Bennie And The Jets), Kanye West (Someone Saved My Life Tonight), Tupac Shakur (Indian Sunset), Norman Cook (Are You Ready For Love), Ironik (Tiny Dancer).